# Geochang-gun
Geochang es un condado en el sur de la provincia de Gyeongsang del Sur, Corea del Sur.

## Clima
| Parámetros climáticos promedio de Geochang (1981–2010) | Parámetros climáticos promedio de Geochang (1981–2010) | Parámetros climáticos promedio de Geochang (1981–2010) | Parámetros climáticos promedio de Geochang (1981–2010) | Parámetros climáticos promedio de Geochang (1981–2010) | Parámetros climáticos promedio de Geochang (1981–2010) | Parámetros climáticos promedio de Geochang (1981–2010) | Parámetros climáticos promedio de Geochang (1981–2010) | Parámetros climáticos promedio de Geochang (1981–2010) | Parámetros climáticos promedio de Geochang (1981–2010) | Parámetros climáticos promedio de Geochang (1981–2010) | Parámetros climáticos promedio de Geochang (1981–2010) | Parámetros climáticos promedio de Geochang (1981–2010) | Parámetros climáticos promedio de Geochang (1981–2010) |
| Mes                                                    | Ene.                                                   | Feb.                                                   | Mar.                                                   | Abr.                                                   | May.                                                   | Jun.                                                   | Jul.                                                   | Ago.                                                   | Sep.                                                   | Oct.                                                   | Nov.                                                   | Dic.                                                   | Anual                                                  |
| ------------------------------------------------------ | ------------------------------------------------------ | ------------------------------------------------------ | ------------------------------------------------------ | ------------------------------------------------------ | ------------------------------------------------------ | ------------------------------------------------------ | ------------------------------------------------------ | ------------------------------------------------------ | ------------------------------------------------------ | ------------------------------------------------------ | ------------------------------------------------------ | ------------------------------------------------------ | ------------------------------------------------------ |
| Temp. máx. media (°C)                                  | 5.0                                                    | 7.5                                                    | 12.7                                                   | 19.6                                                   | 24.2                                                   | 27.2                                                   | 29.3                                                   | 29.8                                                   | 25.8                                                   | 21.0                                                   | 14.0                                                   | 7.7                                                    | 18.7                                                   |
| Temp. media (°C)                                       | -1.7                                                   | 0.5                                                    | 5.4                                                    | 11.8                                                   | 16.7                                                   | 20.9                                                   | 24.0                                                   | 24.2                                                   | 19.2                                                   | 12.5                                                   | 6.1                                                    | 0.4                                                    | 11.7                                                   |
| Temp. mín. media (°C)                                  | -7.5                                                   | -5.6                                                   | -1.1                                                   | 4.3                                                    | 9.6                                                    | 15.3                                                   | 20.0                                                   | 20.2                                                   | 14.2                                                   | 6.1                                                    | -0.3                                                   | -5.6                                                   | 5.8                                                    |
| Precipitación total (mm)                               | 27.9                                                   | 37.5                                                   | 55.1                                                   | 75.4                                                   | 94.9                                                   | 174.2                                                  | 301.4                                                  | 284.8                                                  | 166.0                                                  | 44.3                                                   | 35.9                                                   | 19.2                                                   | 1316.8                                                 |
| Días de precipitaciones (≥ 0.1 mm)                     | 5.5                                                    | 5.7                                                    | 7.3                                                    | 8.0                                                    | 8.4                                                    | 9.7                                                    | 14.6                                                   | 13.5                                                   | 8.3                                                    | 5.2                                                    | 6.2                                                    | 4.9                                                    | 97.3                                                   |
| Horas de sol                                           | 193.1                                                  | 191.9                                                  | 216.3                                                  | 233.1                                                  | 244.2                                                  | 203.3                                                  | 176.6                                                  | 183.0                                                  | 172.0                                                  | 200.7                                                  | 174.6                                                  | 182.4                                                  | 2373.7                                                 |
| Humedad relativa (%)                                   | 64.7                                                   | 63.0                                                   | 61.9                                                   | 60.7                                                   | 66.2                                                   | 72.0                                                   | 79.3                                                   | 79.4                                                   | 77.6                                                   | 72.8                                                   | 69.3                                                   | 67.0                                                   | 69.5                                                   |
| Fuente: Korea Meteorological Administration            |                                                        |                                                        |                                                        |                                                        |                                                        |                                                        |                                                        |                                                        |                                                        |                                                        |                                                        |                                                        |                                                        |